# Cabo Cornualles

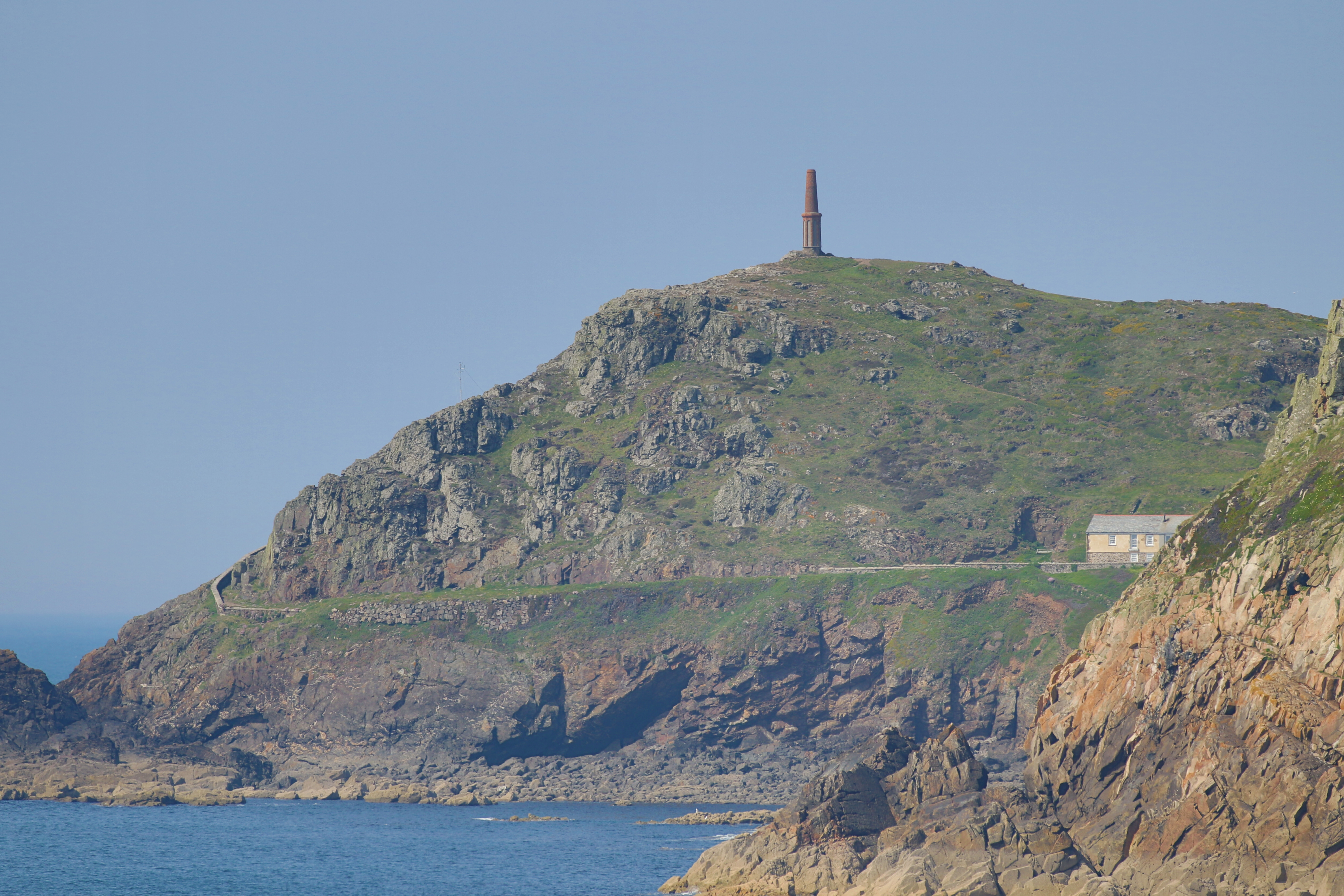
Cabo Cornualles

El cabo Cornualles (en inglés: Cape Cornwall; córnico: "Pen Kernow") es un pequeño cabo en Cornualles, Reino Unido. Está cuatro millas al norte de la punta de Land's End cerca de la ciudad de St Just.
El cabo Cornualles es el punto en el que las corrientes atlánticas se dividen, bien yendo hacia el sur hasta el canal de la Mancha, o al norte al canal de Bristol y el mar de Irlanda.[cita requerida]
Los Brisons, dos rocas frente a la orilla, se encuentran aproximadamente a una milla al suroeste del cabo Cornualles y marca el comienzo de la carrera de natación anual a Priest's Cove.
El cabo Cornualles se creyó en una ocasión que era el punto más suroeccidental en la isla de Gran Bretaña, sin embargo después de una investigación adecuada se encontró que Land's End era el punto más occidental.[cita requerida]
La mayor parte del cabo es propiedad del National Trust. Hay también una guarda costera nacional que mira por el lado del mar. La única infraestructura turística es actrualmente un aparcamiento propiedad del National Trust y un baño público y camioneta de refrescos durante el verano.